# Disc de marcar

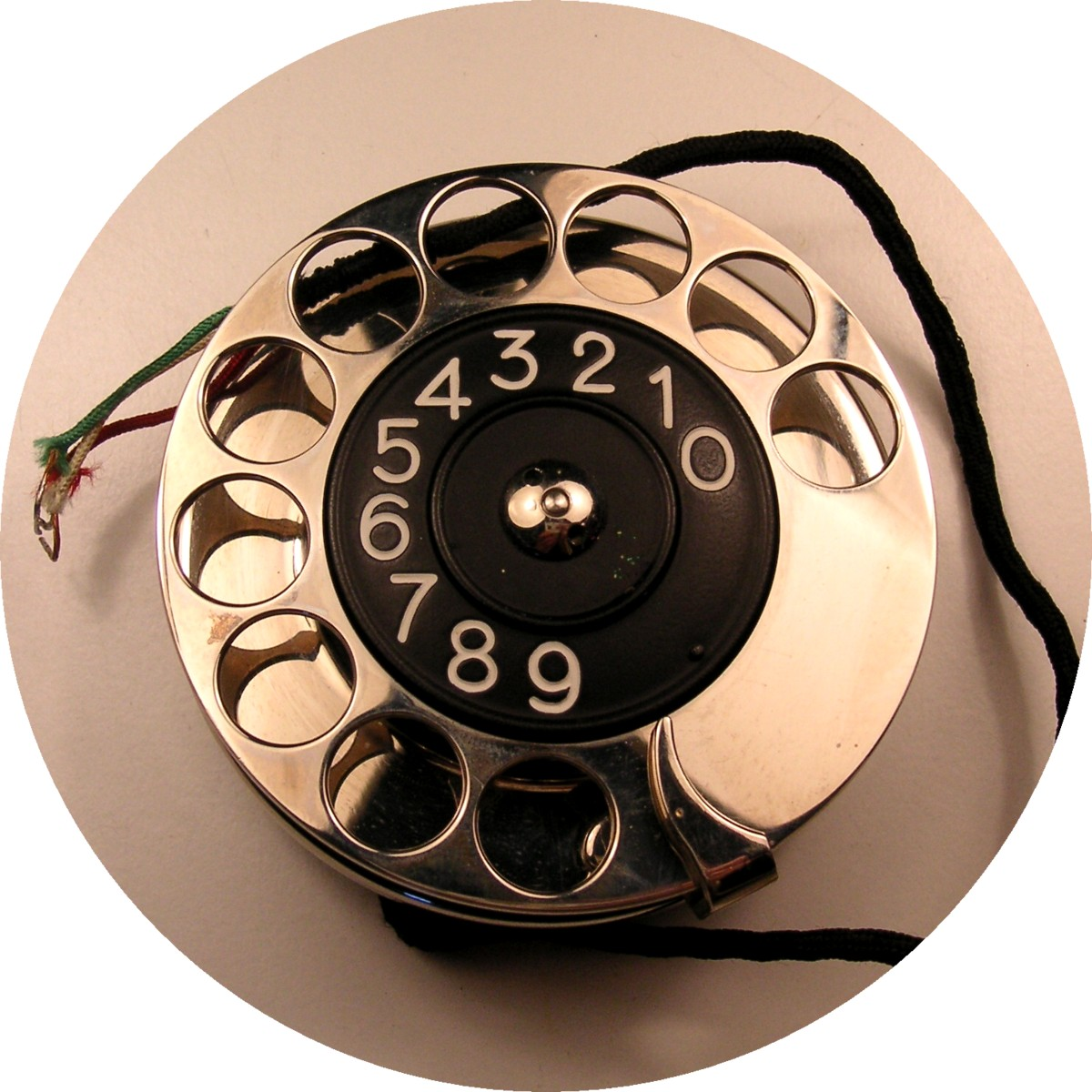
disc de marcar

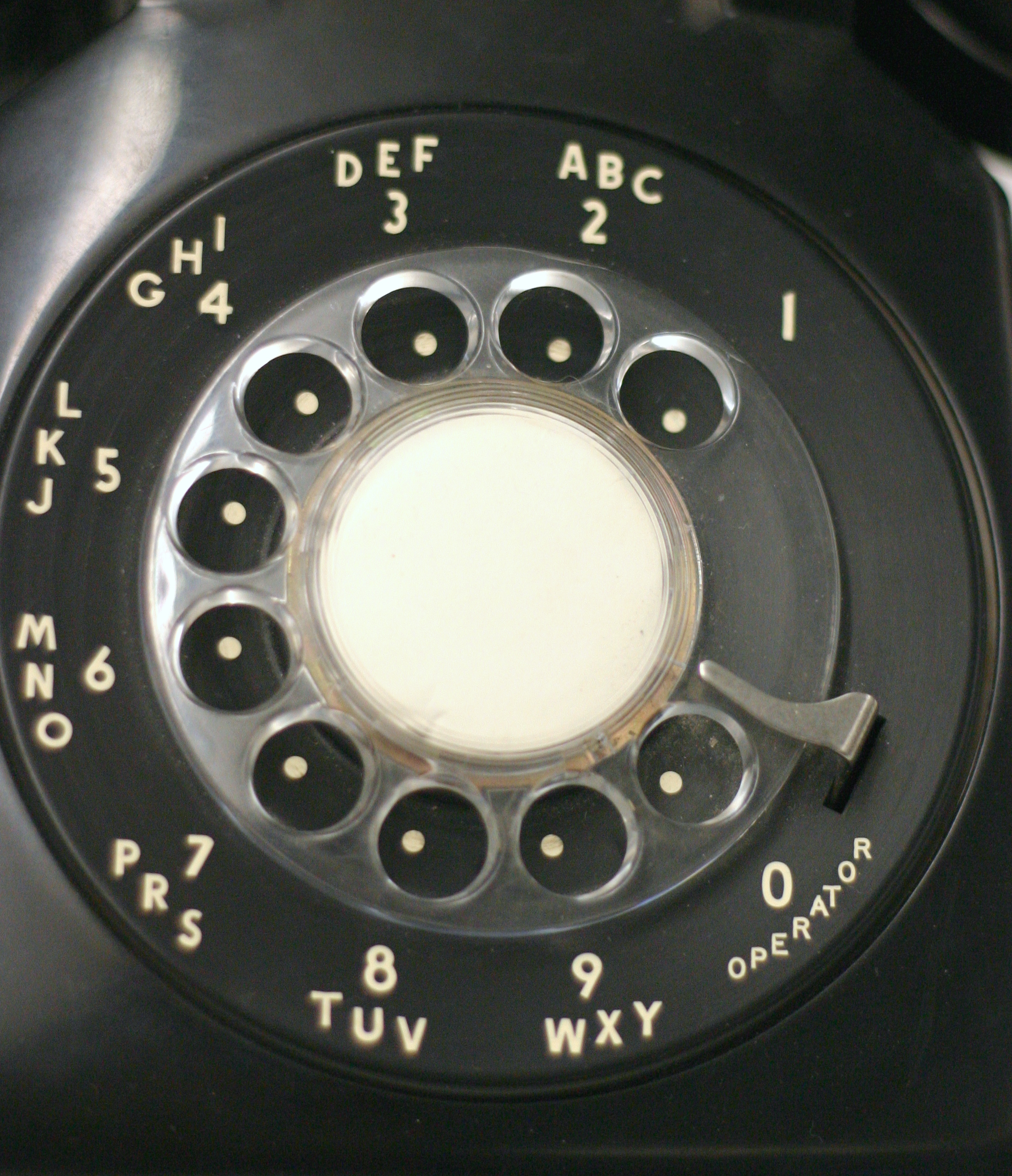
Un tradicional disc de marcar d'estil americà. Les lletres associatives faciliten la memorització de números telefònics.

El  disc de marcar  és un dispositiu mecànic de què estan dotats determinats tipus de telèfons antics per a la Marcació per impulsos.

## Descripció
Consisteix en un disc giratori proveït de deu forats numerats del 0 al 9 en els que l'usuari introdueix el dit per fer girar el disc fins a un límit. Assolit aquest límit, s'allibera el disc que retrocedeix per l'acció d'una molla helicoidal situada al voltant de l'eix de gir, fins que el disc torna a la seva posició original. La culminació d'aquest procediment equival a marcar una de les xifres del número telefònic prement un botó, en els telèfons de botons. Un número telefònic complet es marca repetint el mateix procediment amb cada xifra que el compon, sempre deixant que, marcada una xifra, el disc retorni a la posició inicial, abans de marcar la següent.
En aquest moviment de retrocés, mitjançant una lleva, es produeix l'obertura i tancament de la línia telefònica, també anomenada bucle local o d'abonat, un número de vegades igual al dígit marcat (el 0 origina 10 impulsos). Aquestes obertures i tancaments del bucle són detectats i registrats per la central telefònica i donen lloc a l'accionament dels dispositius de selecció pertinents per tal d'enllaçar a l'usuari que truca amb el destinatari.
La peça giratòria en la qual s'introdueix el dit es denomina caràtula. Algunes caràtules de disc incorporen un porta-etiquetes dins del qual hi ha inserit un cartó, que queda a la vista, i sobre el qual l'abonat al servei telefònic pot anotar el seu número de telèfon.

## Galeria
|  |  |  |  |
|  |  |  |  |